# Erodium cicutarium
Erodium cicutarium, comummente conhecida como bico-de-cegonha (não confundir o Craterellus lutescens, que consigo partilha este nome) ou repimpim, é uma planta herbácea da família das Geraniácea. 
É nativa do Mediterrâneo e seu cultivo foi introduzido na América do norte no século XVIII.

## Distribuição
Trata-se de uma espécie natural de grande parte do continente europeu e do Norte de África, bem como da Macaronésia e do Próximo Oriente. Encontra-se ainda naturalizada na América do Norte, na Austrália e na África subsaariana.

### Portugal
Trata-se de uma espécie presente no território português, nomeadamente em Portugal Continental, no Arquipélago dos Açores e no Arquipélago da Madeira. Mais concretamente no que toca a Portugal Continental, marca presença em todas as zonas da região Norte, na zona do Centro Norte, do Centro-Oeste Olissiponense, do Centro-leste montanhoso, do Centro-leste de campina, do Sudoeste montanhoso e do Barrocal algarvio.
Em termos de naturalidade é nativa das três regiões atrás indicadas.

### Ecologia
Trata-se de uma espécie ruderal, que medra na orla de caminhos, junto a muros e espaços com presença humana, sendo inclusive capaz de prosperar em courelas agricultadas.

## Protecção
Não se encontra protegida por legislação portuguesa ou da Comunidade Europeia.

## Taxonomia
A Erodium cicutarium foi descrita por (Lineu) L'Hér. e Aiton, tendo sido mencionado na publicação «Hortus Kewensis; or, a catalogue» de 1789.

### Etimologia
Do que toca ao nome científico:
- Relativamente ao nome genérico, Erodium[7],  provém do grego antigo ἐρῳδιός (erōdios), que significa «garça», por alusão ao longo bico do fruto.[8]
- Relativamente ao epíteto específico, cicutarium[9], provém do étimo latino cĭcūta[10], que significa «cicuta», por alusão à semelhança das folhas desta planta com as da cicuta.

### Sinonímia:
- Erodium arenarium Jord.
- Erodium chaerophyllum (Cav.) Coss.
- Erodium glutinosum Dumort.
- Erodium marcucci Parl.
- Erodium pimpinellifolium (With.) Sibth.
- Erodium sabulicola (Lange) Lange
- Erodium sublyatrum Samp.
- Erodium viscosum sensu Salzm. ex Delile
- Geranium cicutarium L.[11]
- Erodium albidum Picard
- Erodium allotrichum Steud. ex A.Rich.
- Erodium alsiniflorum Delile
- Erodium ambiguum Pomel
- Erodium atomarium Delile ex Godr.
- Erodium boraeanum Jord.
- Erodium carneum Jord.
- Erodium commixtum Jord. ex F.W.Schultz
- Erodium danicum K.Larsen
- Erodium dissectum Rouy
- Erodium filicinum Pomel
- Erodium himalayanum Royle
- Erodium hirsutum Schur
- Erodium immaculatum (W.D.J.Koch) P.Fourn.
- Erodium maculatum Salzm. ex C.Presl
- Erodium melanostigma Mart.
- Erodium millefolium Willd. ex Kunth
- Erodium minutiflorum Godr.
- Erodium moranense Willd. ex Kunth
- Erodium pallidiflorum Jord.
- Erodium parviflorum Jord.
- Erodium petroselinum L'Hér. ex DC.
- Erodium pilosum Menyh.
- Erodium praetermissum Jord. ex Boreau
- Erodium sabulicolum Jord. ex Nyman
- Erodium subalbidum Jord.
- Erodium tenuisectum Lange
- Erodium triviale Jord.
- Erodium verbenifolium Delile
- Geranium arenicolum Steud.
- Geranium chaerophyllum Cav.
- Geranium pentandrum Gilib.
- Geranium petroselinum (L'Hér. ex DC.) L'Hér. ex Webb & Berth.
- Geranium pimpinellifolium Moench
- Geranium pimpinellifolium With.
- Myrrhina inodora Rupr.[12]

### Subespécies
Conta com as seguintes subespécies:
- Erodium cicutarium subsp. bipinnatum
- Erodium cicutarium subsp. jacquinianum
- Erodium cicutarium subsp. cicutarium

## Galeria

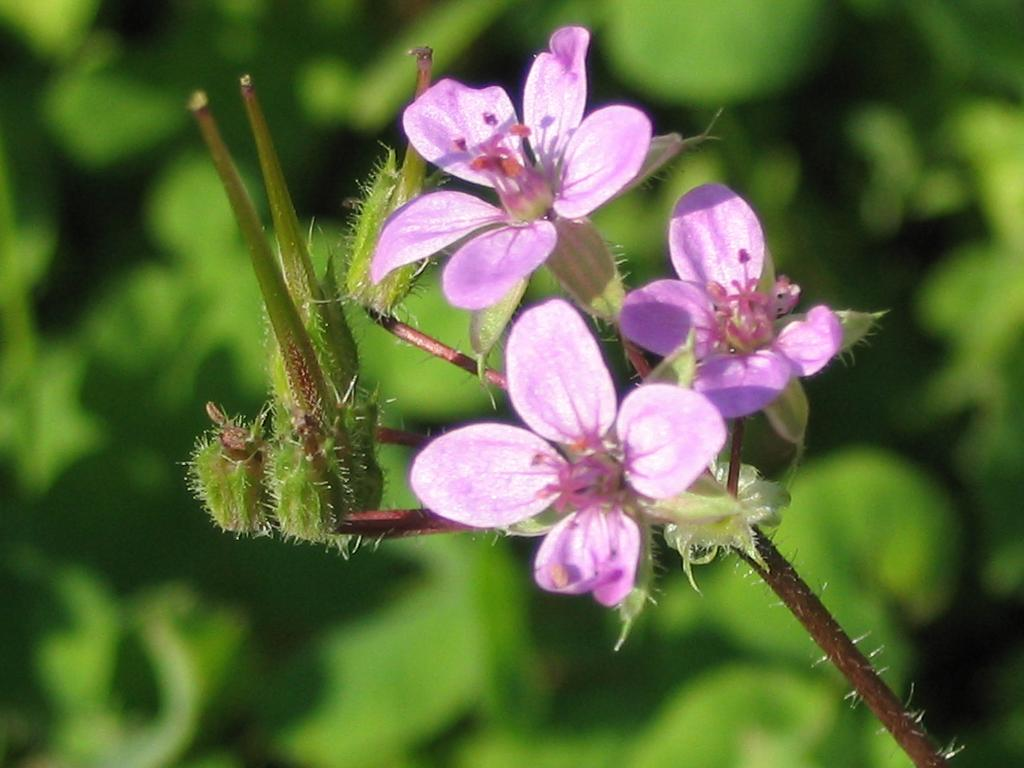
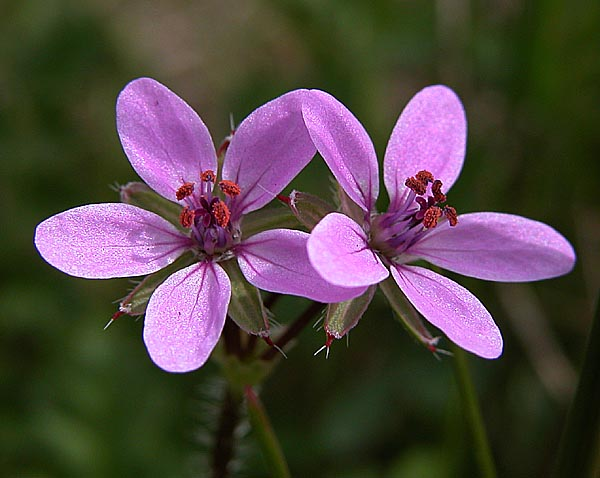
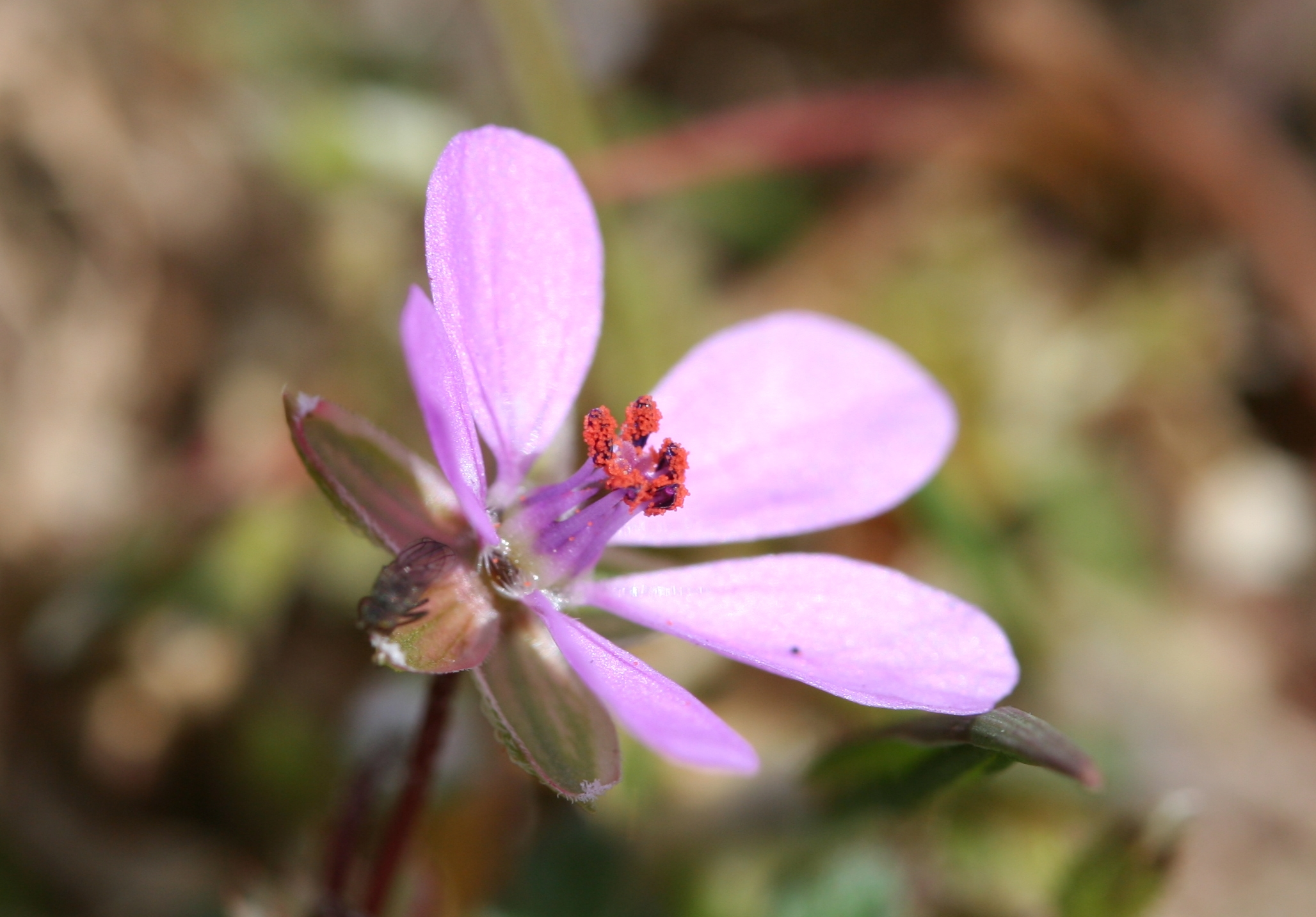
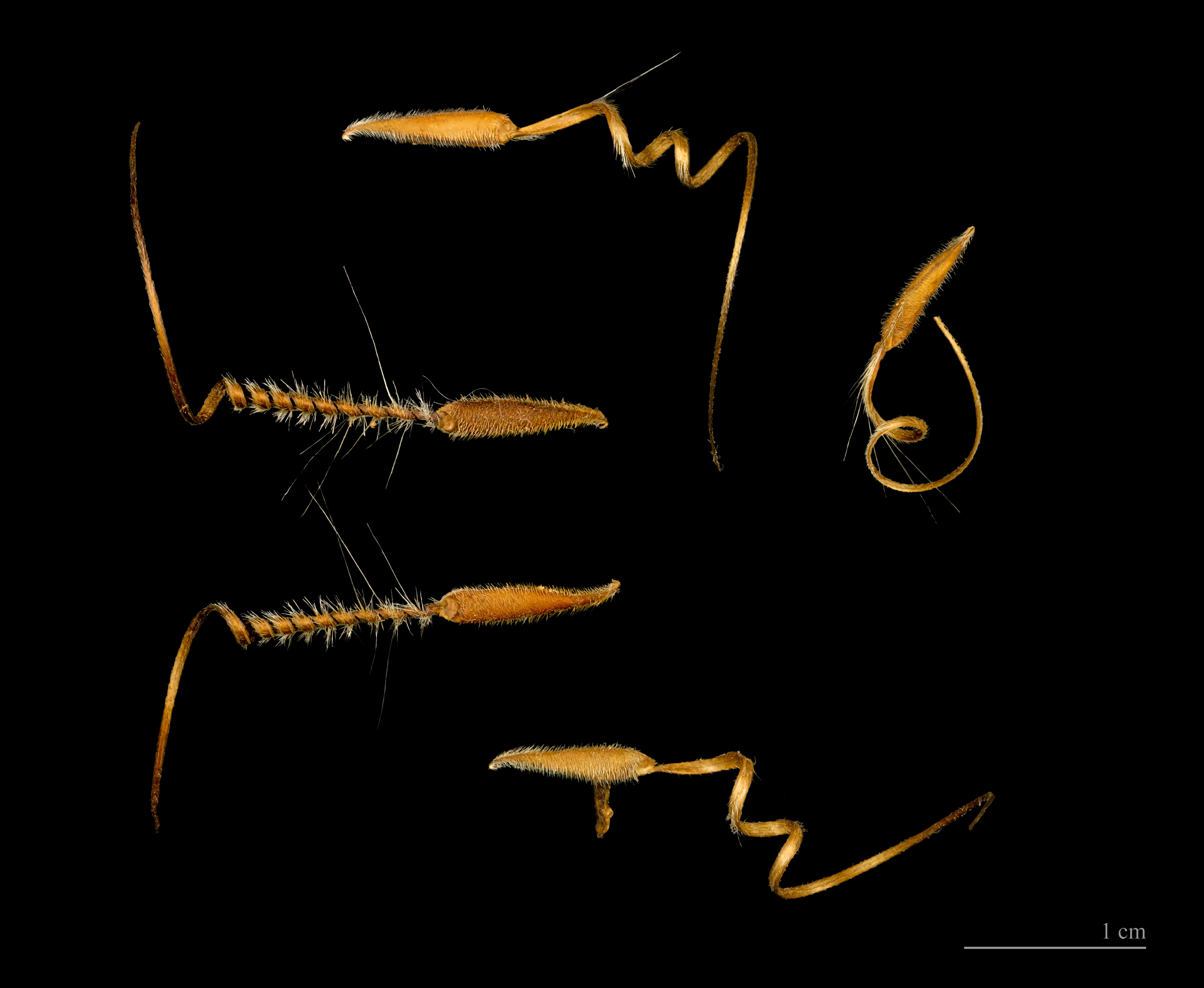
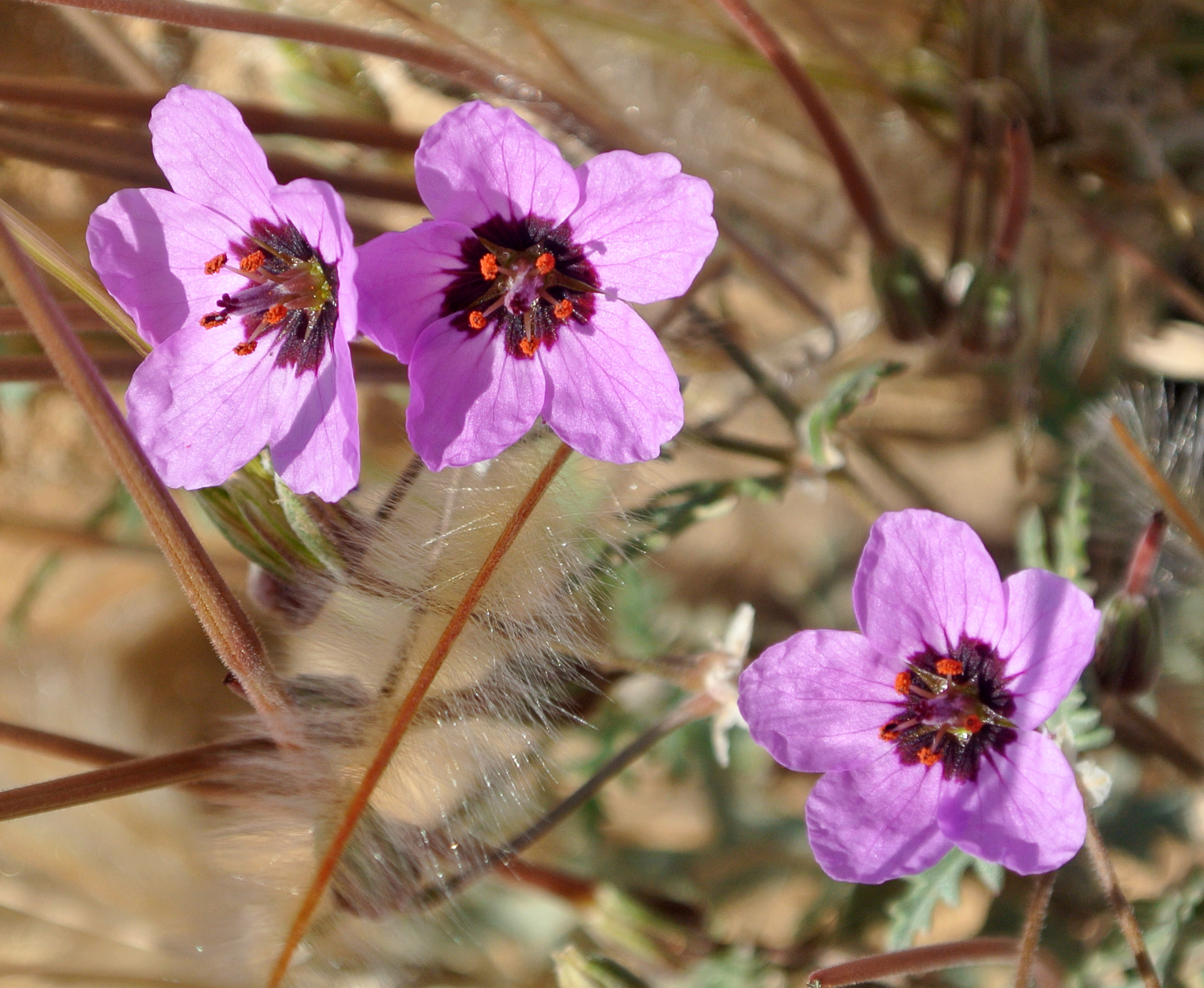